# Pandemia de COVID-19 en Paraíba
El primer caso de la pandemia de enfermedad por coronavirus en Paraíba, estado de Brasil, inició el 18 de marzo de 2020. Hay 76.693 casos confirmados y 1.727 fallecidos.

## Cronología

### Marzo
El 18 de marzo se oficializa el primer caso de la COVID-19 en João Pessoa, capital de Paraíba. El paciente es un hombre de 60 años con antecedentes de viajes a Europa, que regresó a Brasil el 29 de febrero.
El 25 de marzo Paraíba registró su primera muerte por COVID-19 en Patos. Era un hombre de 36 años que vivía en el sertón del estado y sufría de diabetes. No tenía antecedentes de viaje.

## Registro
Lista de municipios de Paraíba con casos confirmados:
| Posición | Municipio                | N.º casos | N.º muertes |
| -------- | ------------------------ | --------- | ----------- |
| 1        | João Pessoa              | 614       | 36          |
| 2        | Santa Rita               | 96        | 14          |
| 3        | Campina Grande           | 53        | 2           |
| 4        | Bayeux                   | 39        | 3           |
| 5        | Cabedelo                 | 29        | 3           |
| 6        | Sapé                     | 28        | 1           |
| 7        | Patos                    | 21        | 3           |
| 8        | Conde                    | 16        | 1           |
| 9        | São João do Rio do Peixe | 15        | 0*          |
| 10       | Cajazeiras               | 13        | 1           |
| 11       | Sousa                    | 12        | 0*          |
| 12       | Guarabira                | 10        | 0*          |
| 13       | Pedras de Fogo           | 6         | 0*          |
| 14       | Rio Tinto                | 4         | 0*          |
| 15       | São Bento                | 4         | 0*          |